# عدوى المكورة الرئوية
عدوى المكورة الرئوية (بالإنجليزية: Pneumococcal infection)‏ هي عدوى سببها أحد أنواع البكتريا التي تسمى بالمكورة الرئوية.

## العدوى
تتسبب المكورة الرئوية بحوالي 15 إلى 50٪ من حالات الإصابة بذات الرئة المكتسب من المجتمع، وحوالي 30 إلى 50٪ من حالات الإصابة بالتهاب الأذن الوسطى، بالإضافة لنسب واضحة من حالات تجرثم الدم والتهاب السحايا.
وتقدر منظمة الصحة العالمية أن عدوى المكورة الرئوية قد أدت عام 2005 إلى وفاة 1.6 مليون طفل، منهم حوالي 700 ألف إلى مليون طفل تحت سن الخامسة، معظمهم في الدول النامية.

## الآلية الإمراضية
توجد المكورات الرئوية عادةً في أنف وبلعوم 5-10% من البالغين الأصحاء و20-40% من الأطفال الأصحاء، وقد تشاهد بنسب أعلى في الأوساط التي يمضي فيها الأفراد وقت طويل على مقربة من بعضهم البعض كمراكز الرعاية النهارية والثكنات العسكرية مثلًا. ترتبط المكورات الرئوية بالخلايا الأنفية البلعومية عبر اللاصقات البكتيرية السطحية. يصبح هذا الاستعمار الطبيعي ممرض في حال انتقلت هذه الجراثيم إلى مناطق أخرى كقناة استاكيوس أو الجيوب المجاورة للأنف لتسبب التهاب أذن وسطى والتهاب جيوب على التوالي. يحدث الالتهاب الرئوي في حال انتقلت هذه الجراثيم عبر الاستنشاق إلى الرئتين بالتزامن مع فقدان القدرة على طرحها (قد تكون العدوى الفيروسية أو شلل الأهداب الناجم عن التدخين من العوامل المساهمة في ذلك). تسمح لها المحفظة عديدة السكاريد بمقاومة البلعمة، وفي حال عدم وجود أضداد مسبقة للمحفظة، لن تتمكن البلعميات السنخية من القضاء عليها بالقدر المطلوب. قد تنتقل المكورات الرئوية إلى مجرى الدم لتسبب تجرثم دم، وقد تصل إلى السحايا والمفاصل والعظام وجوف البريتوان لتسبب التهاب سحايا وخراجات دماغية والتهاب مفاصل إنتاني والتهاب عظم ونقي.
تملك المكورات الرئوية عوامل ضراوة عديدة، وتعتبر المحفظة عديدة السكاريد –آنفة الذكر- إحداها؛ فهي تساعدها في الهروب من الجهاز المناعي للمضيف. تحمل هذه الجراثيم بروتينات سطحية خاصة مثبطة للطهاية المتواسطة بالمتممة، وتفرز الغلوبيولين المناعي أ- 1 الحال للغلوبيولين المناعي أ -الذي ينتجه الجسم- وتساعد بعملية ارتباطه بالغشاء المخاطي في الجهاز التنفسي.
يزداد خطر الإصابة بالمكورات الرئوية بشكل كبير لدى الأشخاص الذين يعانون من ضعف في تخليق الغلوبيولين المناعي ج أو خلل في البلعمة أو في حال وجود أي مشكلة تضعف قدرة الجسم على طردها. تتضمن تلك المشاكل عدم وجود طحال وظيفي كغياب الطحال الخلقي أو الاستئصال الجراحي له أو المعاناة من مرض الخلايا المنجلية المؤهب لحدوث إنتانات شديدة (الإنتانات الساحقة التالية لاستئصال الطحال). يتطلب غياب الوظيفة الفعالة للطحال اتخاذ تدابير وقائية محددة (اقرأ عن انعدام الطحال) .
يرتفع خطر الإصابة بالمكورات الرئوية لدى مضعفي المناعة كالمرضى المصابين بفيروس نقص المناعة البشرية. يبلغ خطر الإصابة الغازية بالمكورات الرئوية لدى المرضى المعالجين نحو 0.2- 1% سنويًا، ويبلغ معدل الوفيات الناجم عنها نحو 8%.
يوجد ارتباط بين الالتهاب الرئوي بالمكورات الرئوية والإنفلونزا. تصيب الأخيرة الجهاز التنفسي العلوي وتخرب بطانة الطرق الهوائية (ظهارة الجهاز التنفسي)، وهذا يسهل دخول المكورات الرئوية للرئتين ويساهم في إحداث المرض.
تتضمن عوامل الخطر الأخرى التدخين وحقن الأدوية –والمخدرات- والتهاب الكبد الوبائي سي ومرض الانسداد الرئوي المزمن.

### عوامل الضراوة
تحمل المكورات الرئوية عوامل ضراوة –فوعة- مختلفة على سطحها وفي داخلها. تساهم هذه العوامل في بعض المظاهر السريرية المشاهدة في الإنتان بالمكورات الرئوية.
- المحفظة عديد السكاريد: تمنع المحفظة الخلايا المناعية للمضيف من بلعمتها عن طريق تثبيطها للطهاية المتواسطة بالمتممة 3 ب.
- النوموليسين: هو بروتين مكوّن للمسام يزن 53 كيلو دالتون يملك القدرة على حل الخلايا المضيفة وتنشيط المتممة.
- الأوتوليسين: يؤدي تنشيط هذا البروتين إلى حل البكتيريا وإطلاق محتوياتها (كالنوموليسين).
- بيروكسيد الهيدروجين: يتلف الخلايا المضيفة (قد يحفز الموت الخلوي المبرمج في الخلايا العصبية في حال الإصابة بالتهاب السحايا) ويملك تأثيرات مضادة للجراثيم المنافسة (المستدميات النزلية والنيسريات السحائية والمكورات العنقودية الذهبية).[5][6]
- الأشعار البكتيرية: هي تراكيب شبيهة بالشعر تمتد على سطح العديد من السلالات. تساهم هذه الأشعار في استعمار الجهاز التنفسي العلوي وتحث الجهاز المناعي على توليد عامل النخر الورمي بكميات كبيرة أثناء الإنتان؛ ما يزيد احتمال حدوث صدمة إنتانية.[7]
- البروتين أ الرابط للكولين/ البروتين السطحي للمكورات الرئوية: هو لاصق بكتيري يرتبط بالجزيئات السكرية الموجودة على سطح الخلية الظهارية الرئوية، ويثبط الطهاية المتواسطة بالمتممة.
- قد يلعب التحول الجيني دور مهم في القدرة على نجاة البكتيريا وتشكيلها لمستعمرات ضمن الأنف، كما قد يلعب دور في فوعتها (إصابة الرئة).[8]

## الوقاية
تتوفر لقاحات للوقاية من المكورة الرئوية.